# Yuan’an

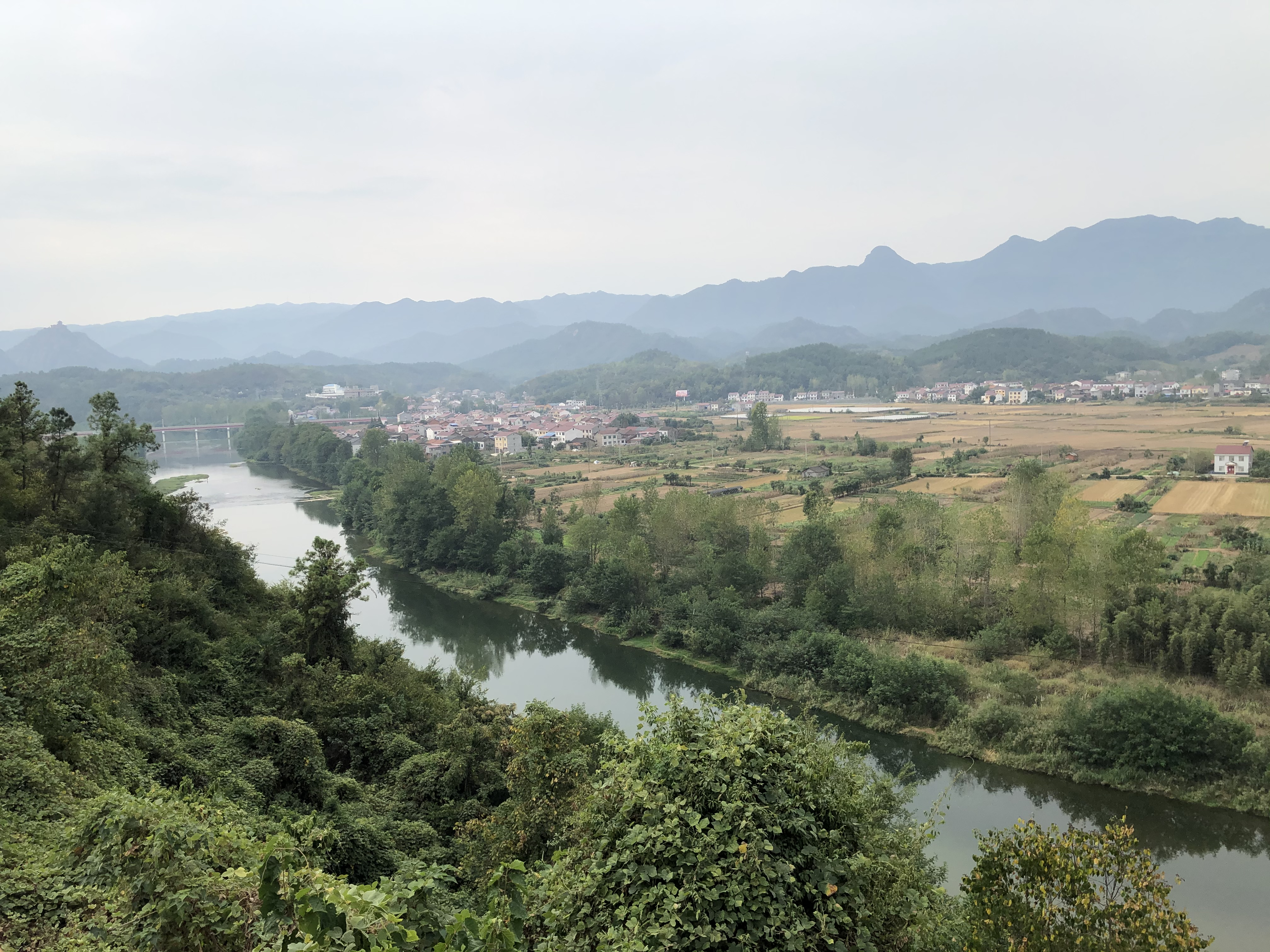
Blick von Norden auf die Kreisstadt. Im Vordergrund der Juhe, hinten links der Mingfeng-Berg.

Der Kreis Yuan’an (chinesisch 远安县, Pinyin Yuǎn’ān Xiàn) ist ein Kreis der bezirksfreien chinesischen Stadt Yichang in der Provinz Hubei. Der Kreis Yuan’an hat eine Fläche von 1.741 km² und 183.900 Einwohner (Stand: Ende 2019). Sein Hauptort ist die Großgemeinde Mingfeng. Da die China Space Sanjiang Group Corporation dort unter anderem die Endmontage der Kurzstreckenrakete Dongfeng 15 durchführt,
ist der gesamte Kreis als einer der wenigen in ganz China bis heute für Ausländer gesperrt. 74,5 % der Fläche des Kreises ist von Wald bedeckt; 2009 machte Zhang Yimou dort auf der Basis 066 die Außenaufnahmen für seinen Film „Der Baum der Helden“ (山楂树之恋, Pinyin Shānzhā Shù zhī Liàn).

## Geschichte
Als Qin Shihuangdi im Jahr 221 v. Chr. das Reich in 36 Kommandanturen einteilte, wurde die Gegend von Yuan’an der Kommandantur Nan (南郡) unterstellt, dem heutigen Jingzhou. Im Jahr 140 v. Chr., während der Westlichen Han-Dynastie, wurde dort erstmals ein Kreis eingerichtet. Da sich der Sitz der Kreisregierung am Ufer des Jushui (沮水, heute auch bekannt als Juhe bzw. 沮河) befand, eines Zuflusses des Jangtsekiang, erhielt der Kreis den Namen Linju (临沮县), also „am Ju“. Während der Zeit der Drei Reiche (220–280) kam der Kreis Linju zum Reich Wei und wurde dort der Kommandantur Xiangyang zugeteilt. Der Standort am Ufer des Jushui war stark hochwassergefährdet, und so wurde der Regierungssitz im Jahr 401, während der Östlichen Jin-Dynastie, auf den Pavillon-Berg (亭子山) in der heutigen Großgemeinde Jiuxian verlegt. Da dieser Ort sowohl hoch als auch sicher war, wurde der Kreis nun in Gao’an (高安县) umbenannt, also „hoch und sicher“. Im Jahr 559, während der Nördlichen Zhou-Dynastie, erhielt der Kreis seinen heutigen Namen, der übersetzt „ewig sicher“ bedeutet. Gleichzeitig wurde der Kreis der Präfektur Xia zugeteilt (硖州, ab dem 10. Jahrhundert 峡州 geschrieben), dem heutigen Yichang. Abgesehen von der Zeit zwischen 1928 und 1993, wo Yuan’an direkt der Provinz Hubei unterstellt war, blieb diese Verwaltungsstruktur bis heute erhalten.

## Administrative Gliederung
Auf Gemeindeebene setzt sich Yuan’an aus einer Gemeinde und sechs Großgemeinden zusammen (Stand 2018). Diese sind:
- Gemeinde Hekou (河口乡);
- Großgemeinde Hualinsi (花林寺镇);
- Großgemeinde Jiuxian (旧县镇);
- Großgemeinde Maopingchang (茅坪场镇);
- Großgemeinde Mingfeng (鸣凤镇), Sitz der Kreisregierung;
- Großgemeinde Leizu (嫘祖镇);
- Großgemeinde Yangping (洋坪镇).[6]

## Basis 066
Die sogenannte „Dritte Front“ (三线, Pinyin Sānxiàn) war ein nach dem Beginn des Vietnamkriegs 1964 gestartetes Projekt der chinesischen Regierung, bei dem wehrwichtige Betriebe von der luftgefährdeten Küste in das sichere Landesinnere verlagert wurden.
Die eskalierenden Spannungen mit der Sowjetunion und insbesondere der Zwischenfall am Ussuri im März 1969 verliehen diesem Projekt zusätzliche Dringlichkeit. Am 11. August 1969 genehmigten der Staatsrat der Volksrepublik China und die Zentrale Militärkommission dem für Raketen und Kernwaffen zuständigen Siebten Ministerium für Maschinenbauindustrie, in Hubei die sogenannte „Basis 066“ (○六六基地, Pinyin Líng Liù Liù Jīdì) zu errichten; die entsprechenden Dokumente wurden von Premierminister Zhou Enlai im Oktober jenes Jahres unterzeichnet. Im März 1970 wurde ein Kommandostab eingerichtet, der den Bau der Basis 066 koordinieren sollte, und im August 1970 setzte der Militärbezirk der Provinz Hubei (湖北省军区) 20.000 Mitglieder der Basismiliz aus den damaligen Kreisen Tianmen, Qianjiang, Hong’an, Macheng, Zigui und Yuan’an in Bewegung, dazu noch das Infrastruktur-Pionier-Regiment 235 der Volksbefreiungsarmee sowie Facharbeiter vom 6. Ingenieurbüro der Nationalen Infrastrukturbaukommission (heute das 6. Ingenieurbüro der China State Construction Engineering).
Im Kreis Yuan’an wurden, verteilt über 11 Dörfer der Großgemeinden Mingfeng im Tal des Juhe, Hualinsi an der heutigen Autobahn sowie Maopingchang in einem abgelegenen Seitental, über einen Zeitraum von fast zehn Jahren folgende Fabriken gebaut:
- Xianfeng Maschinenfabrik (险峰机器厂)
- Wanshan Sonderfahrzeug-Fabrik (万山特种车辆制造厂)
- Hongyang Maschinenbau-Fabrik (红阳机械厂)
- Hongfeng Maschinenbau-Fabrik (红峰机械厂)
- Honglin Maschinenbau-Fabrik (红林机械厂)
- Jiangbei Maschinenbau-Fabrik (江北机械厂)
- Wanli Funkanlagen-Fabrik (万里无线电厂)
- Jianghe Chemiefabrik (江河化工厂)
- Fabrik 8614 (8614厂)
- 1. Forschungs- und Konstruktionsbüro (第一研究设计所)[11]

Im Rahmen der Reform- und Öffnungspolitik wurde die Basis 066 am 10. April 1993 in einen Mischkonzern mit den einzelnen Fabriken als Tochtergesellschaften umgewandelt – die „Chinesische Drei Flüsse Raumfahrt-Gruppe“ (中国三江航天集团, Pinyin Zhōngguó Sān Jiāng Hángtiān Jítuán), im Ausland besser bekannt unter ihrem englischen Namen China Space Sanjiang Group Corporation.
Ab dem Jahr 1994 wurden die Fabriken der Basis 066 schrittweise in das verkehrstechnisch günstiger gelegene Xiaogan verlegt, bis die Basis als solche 2002 aufgelöst wurde. Das Gelände befindet sich immer noch im Besitz der Sanjiang-Gruppe, und 2006 richtete die Kreisregierung dort auf 10.000 m² das Militärmuseum Yuan’an (远安军事博览园) ein. Weitgehend im Freien werden dort eine große Zahl von Raketen, Kanonen und anderes Kriegsgerät gezeigt. Seit Ende 2017 wird die Einrichtung, die als Basis für wehrkundliche Erziehung der Stadt Yichang (宜昌市国防教育基地) dient,
zu einem regulären Museum ausgebaut.
Am 26. September 2019 wurde Teile der Basis 066 vom Staatsrat der Volksrepublik China in die Liste der Nationaldenkmäler aufgenommen,
und zwar das Hauptverwaltungsgebäude (机关办公楼), das Archiv (资料楼), die Funkstation (通讯楼), das Freilichtkino (露天电影院), die Halle 202 der Wanshan Sonderfahrzeug-Fabrik (万山202厂房) und die Halle 426 der Hongfeng Maschinenbau-Fabrik (红峰426厂房).
Am 3. Juli 2023 spendeten die Xianfeng Nachrichtentechnik GmbH und die Wanfeng Technologieentwicklung GmbH, zwei der heute in Xiaogan ansässigen und selbstständig wirtschaftenden Tochterfirmen der Sanjiang Group Corporation, dem Chinesischen Nationalmuseum sechs ab 1971 auf der Basis 066 eingesetzte Maschinen: eine Fräsmaschine, eine Zylinderbohrmaschine, eine Stoßmaschine und drei Schleifmaschinen. Die Maschinen werden nun vom Museum für Ausstellungen zur Chinesischen Raumfahrtkultur verwendet.

## Verkehrsanbindung
Die Autobahn Hohhot–Beihai (G59) führt im Juhe-Tal in Nord-Süd-Richtung durch den Kreis. Der nächstgelegene Bahnhof befindet sich in Yichang, von wo fahrplanmäßiger Anschluss in die Provinzhauptstadt Wuhan sowie nach Peking, Shanghai etc. besteht.